# Silke Wieprecht
Silke Wieprecht (* 23. August 1965 in Roth bei Nürnberg) ist eine deutsche Bauingenieurin und Hochschulprofessorin.

## Leben
Nach dem Abitur 1984 am Adam-Kraft-Gymnasium Schwabach folgte ein Bauingenieur-Studium an der Technischen Universität München. 1998 promovierte sie an der Universität der Bundeswehr München und war anschließend in der Bundesanstalt für Gewässerkunde im Fachgebiet Gewässermorphologie tätig.
Seit Juli 2003 ist sie Professorin am Institut für Wasserbau (jetzt: Institut für Wasser- und Umweltsystemmodellierung) der Universität Stuttgart und leitet dort den Lehrstuhl für Wasserbau und Wassermengenwirtschaft. Seit 2021 ist Wieprecht Prorektorin für Diversity und Internationales an der Universität Stuttgart.

## Auszeichnungen
2019 wurde Silke Wieprecht mit dem Qian Ning Prize der World Association for Sedimentation and Erosion Research (WASER) für ihre herausragenden Beiträge zur Förderung des Wissens über Erosion und Sedimentation und zur internationalen Zusammenarbeit ausgezeichnet.

## Mitarbeit in Gremien
- International Association for Hydro-Environment Engineering and Research (IAHR) Council Member
- DWA Hauptausschuss „Wasserbau und Wasserkraft“ (Leitung)[2]
- DWA Fachausschuss WW-1 Hydraulik
- DWA Fachausschuss WW-2 Morphodynamik und Sedimentmanagement
- DWA Fachausschuss WW-3 Flussbau (Obfrau)[2]